# Lotario II di Supplimburgo
Lotario II (III), detto anche Lotario di Supplimburgo (o di Sassonia) (Unterlüß, 1075 – Breitenwang, 4 dicembre 1137), è stato Rex Romanorum e d'Italia dal 1125 al 1137 e Imperatore del Sacro Romano Impero dal 1133.

## Biografia

### Origini
Il padre di Lotario fu il conte Gebeardo di Supplimburgo, della casa di Supplimburgo, faceva parte della grande nobiltà sassone ed apparteneva al partito avverso all'Imperatore Enrico IV. Egli fu uno dei capi della ribellione dei Sassoni e morì nella battaglia di Langensalza del 1075, anno della nascita di Lotario (che nacque postumo o poco prima della morte del padre). La madre di Lotario fu Edvige di Formbach, la cui unione con Gebeardo fu contrastata dai conti di Goseck.

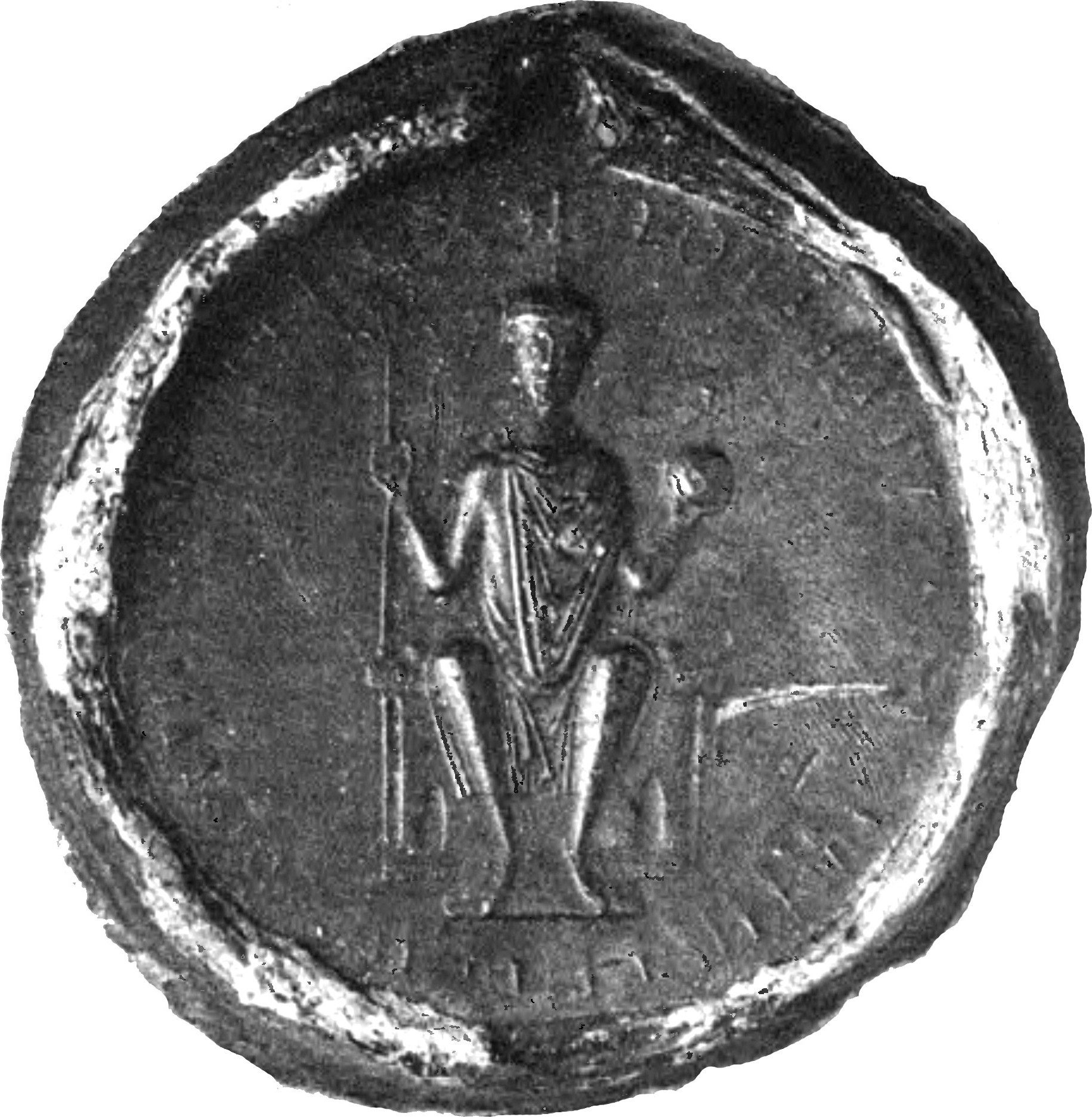
Sigillo di Lotario III su un documento dell'anno 1131 che testimonia la conferma dei diritti di navigazione dell'abbazia di Echternach

Nel 1100, all'età di 25 anni, Lotario sposò Richenza di Northeim, ultima erede della potente famiglia dei Brunonidi, che regnavano sul ducato di Sassonia. Quando, nel 1106 il duca Magnus morì senza lasciare figli maschi, Enrico V affidò il ducato di Sassonia a Lotario. Nella contesa tra la dinastia Salica e i sassoni Lotario si dimostrò ben presto politico astuto e abile stratega, e nella battaglia di Welfesholz mise in rotta l'esercito dell'imperatore. Da quel momento non fu più possibile mettere in discussione il ruolo di primo piano del duca di Sassonia. Riuscì sistematicamente a rafforzare sia la propria posizione politica nell'Impero, sia ad espandere i territori sotto il suo controllo. Di questi sviluppi si avvantaggiò particolarmente Braunschweig (Brunswick), allora centro politico della Sassonia, cui Lotario concesse lo status di città. Alla morte di Enrico V, Lotario venne eletto re, spostando il baricentro del potere imperiale dal sud ovest (Svevia) alla Germania del Nord (Sassonia).

### L'elezione a re
Enrico V non aveva eredi. Un forte candidato alla successione era il nipote, Federico II, duca di Svevia. Questa scelta incontrava soprattutto l'opposizione dell'arcivescovo di Magonza Adalberto I. Quando gli elettori si riunirono a Magonza per eleggere il nuovo re, i candidati al trono erano quattro: oltre a Lotario e Federico, anche il conte di Fiandra Carlo e il margravio d'Austria Leopoldo III di Babenberg. Quest'ultimo, cognato di Enrico V e patrigno di Federico II, aveva qualche possibilità d'essere eletto, anche se i primi due restavano comunque favoriti. Per l'elezione venne formato un collegio composto da dieci rappresentanti per ognuno dei grandi ducati: Sassonia, Svevia, Franconia e Baviera, che dovevano raggiungere un'intesa su uno dei candidati. Anche se i rappresentanti della Svevia, inizialmente, non erano disposti ad accettare ogni esito della votazione, venne eletto il duca di Sassonia, dopo che la delegazione bavarese, guidata dal duca Enrico il Nero, aveva deciso di appoggiarlo. L'elezione venne comunque riconosciuta anche da Federico II, e Lotario venne incoronato ad Aquisgrana il 13 settembre 1125.
Nel 1126, re Lotario appoggiò Ottone il Nero perché ottenesse il ducato di Boemia; i due vennero però sconfitti nella seconda battaglia di Chlumec dall'altro pretendente, Sobeslao I di Boemia.

### Il conflitto con gli Hohenstaufen

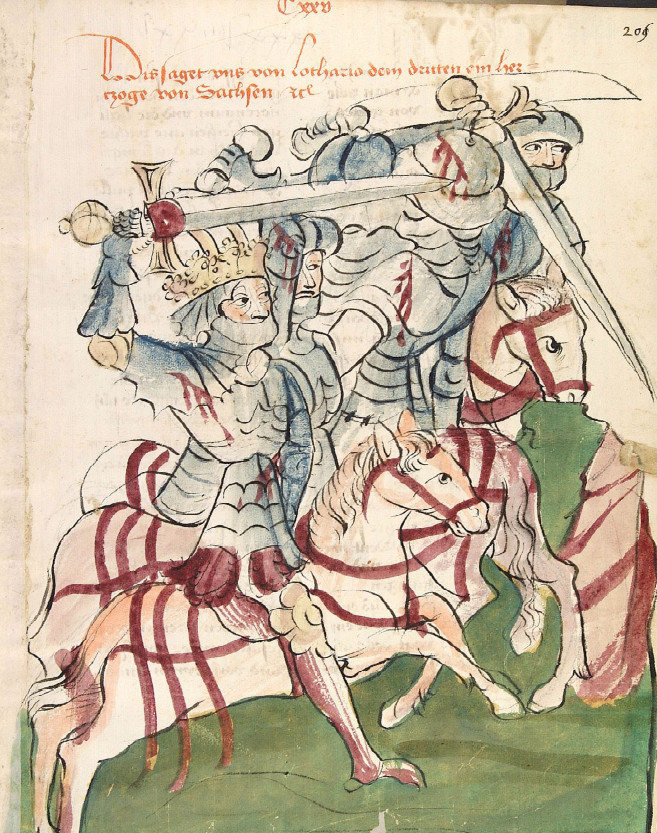
Lotario nella battaglia di Chlumec/Kulm, contro i boemi. Raffigurazione del XV secolo

Nonostante avesse riconosciuto l'elezione del re, Federico Hohenstaufen non abbandonò la sua politica di opposizione a Lotario, rifiutandosi di consegnare le proprietà imperiali. Così, già nel 1125, si giunse ai primi scontri, che si acuirono negli anni successivi. Nel 1127, dopo il fallimento, davanti a Norimberga, di una campagna di Lotario contro Federico, gli Hohenstaufen, elessero il fratello minore di Federico e duca di Franconia, Corrado, re dei Romani in opposizione a Lotario. Corrado si recò immediatamente in Italia, alla ricerca di appoggi alle sue pretese imperiali, ed a Monza, nel 1128, fu incoronato re d'Italia. Ma non riuscì a crearsi, nella penisola, una solida base per il suo potere, e fece ritorno in Germania nel 1132.

### Lo scisma del 1130
Nel frattempo, a Roma, l'elezione del papa si era nuovamente conclusa con uno scisma (1130). La rivalità tra le aristocratiche famiglie romane dei Frangipane e dei Pierleoni che perduravano da anni, associate al fatto che non vi era ancora una modalità dell'elezione che fosse esente da influssi politici, portarono, alla morte di papa Onorio II, 16 cardinali vicini ai Frangipane ad eleggere in tutta fretta il cardinale Innocenzo II, mentre, successivamente, in un'elezione altrettanto caotica, gli altri 14 cardinali vicini ai Pierleoni, ad eleggere antipapa Anacleto II. Ambedue i partiti sostenevano di aver eletto il legittimo successore di Onorio II. In un primo tempo Anacleto parve imporsi, e Innocenzo fu costretto a lasciare Roma e a riparare in Francia. Ma mentre Anacleto riusciva a garantirsi l'appoggio di Ruggero II di Sicilia, Innocenzo, grazie all'appoggio di Bernardo di Chiaravalle, riuscì a guadagnare alla propria causa il re di Francia Luigi VI e il re d'Inghilterra Enrico I.
Anche Lotario venne corteggiato da entrambi i papi, e ambedue gli prospettarono la corona imperiale. Ma, nuovamente, Bernardo di Chiaravalle, fece in modo che Lotario decidesse a favore di Innocenzo. Nel marzo del 1131 Lotario, Innocenzo e Bernardo si incontrarono a Liegi, dove Lotario assicurò il proprio impegno contro Anacleto, senza pretendere, come aveva fatto in un primo tempo, che l'imperatore venisse reintegrato nei propri diritti riguardo alle investiture.
L'anno successivo Lotario scese in Italia alla testa di un piccolo esercito. Ma poiché non riuscì ad entrare in Vaticano, difeso dai partigiani di Anacleto, si fece incoronare imperatore nella basilica laterana da Innocenzo II, il 4 giugno 1133. Subito dopo fece ritorno in Germania, nonostante non fosse riuscito ad imporre il papato di Innocenzo, che poco dopo sarebbe stato scacciato da Roma da Ruggero II.

### Seconda campagna italiana
Un anno dopo, nel 1134, Lotario grazie all'appoggio di Enrico il Fiero, figlio di Enrico il Nero, duca di Baviera dal 1126 e marito dell'unica figlia di Lotario, invase la Svevia mettendola a ferro e fuoco, costringendo i feudatari alla sottomissione. Nel marzo 1135 si fece una dieta a Bamberga presieduta da Bernardo di Chiaravalle durante la quale anche il duca Federico, fratello dell'anti-re Corrado, dichiarava finita l'opposizione a Lotario. Solo nel settembre Corrado si riconciliò con l'imperatore, promettendo di partecipare ad una seconda campagna in Italia.
Questa volta Lotario, che non aveva più problemi in patria, si mise in marcia alla testa di un esercito molto più grande. La spedizione era cominciata sotto ottimi auspici, e Ruggero II era intenzionato a trovare un accordo. Lotario però consapevole delle proprie forze, cominciò ad attaccare tutte le zone dove erano truppe normanne, sconfiggendole. Inoltre attaccò il conte di Savoia Amedeo III prendendo Torino, che fu regalata al suo vescovo, costringendolo a sottomettersi.
Innocenzo II e Lotario II di Supplimburgo concentrarono a maggio nel 1137 le proprie armate accanto al castello di Lagopesole e si accamparono per tutto il mese. Mentre l'esercito imperiale giunse fino a Bari, che venne devastata. Poi assediarono la città di Melfi e portarono Re Ruggero II Altavilla ad una fuga strategica: il Sovrano aveva compreso che non valeva la pena ostacolare l'esercito imperiale in uno scontro campale e si era attestato in Sicilia. Le forze congiunte, Imperiali e Papaline, quindi conquistano la sua (ex) capitale, Melfi, il 29 giugno.
Il pontefice tenne il concilio di Melfi nel castello del Vulture: la più probabile data va dal 29 giugno al 4 luglio. I padri conciliari decisero la deposizione dell'antipapa Anacleto II. Il 4 luglio Innocenzo II, insieme all'imperatore, delegittimò Ruggero II di Sicilia, della Casata Altavilla, in favore di Rainulfo di Alife, della Casata Drengot, nuovo duca di Puglia.
Ma ben presto sorsero contrasti tra Lotario e Innocenzo sul possesso del ducato delle Puglie fino all'elezione congiunta del duca Rainulfo, mentre anche nell'esercito serpeggiava il malcontento dovuto alle numerose perdite subite durante i vari scontri con le fortezze e le guarnigioni normanne e anche a causa del clima troppo caldo per delle truppe provenienti dalla Germania.

### Viaggio di rientro in Germania e morte
Così Lotario decise di interrompere anche questa seconda spedizione, e di tornare in Germania. Appena tornato nominò suo genero Enrico duca di Sassonia, e gli consegnò le insegne imperiali; la qual cosa, a seconda dei punti di vista, venne interpretata - o meno - come designazione a suo successore. Il 4 dicembre del 1137 Lotario moriva a Breitenwang, presso Reutte, sulla via del ritorno. Poco dopo, il 28 gennaio 1138 moriva anche Anacleto II, mettendo così fine allo scisma. Il regno di Lotario fu più di un interludio tra la dinastia Salica e quella degli Hohenstaufen: fu al contrario un regno fortemente caratterizzato dalla visione di una nuova dinastia sassone, che venne infranto dall'imporsi degli Hohenstaufen. Dopo la sua morte Lotario venne rimpianto come un re che aveva dato al paese pace, ordine e armonia.
Leggenda vuole che Lotario passando per Aterno (Pescara) mentre tornava dalla Puglia, fosse passato anche per la via Traiano- Frentana, transitando per Lanciano, e che avesse ordinato di ricostruire il ponte romano di Diocleziano sopra cui oggi sorge la cattedrale della Madonna, come riferito dal cronista Omobono Bocache.

## Famiglia e figli
Nel 1100, all'età di 25 anni, Lotario sposò Richenza di Northeim, ultima erede della potente famiglia dei Brunonidi, garantendogli, alla morte del suocero Magnus, la successione nel ducato di Sassonia. Essi ebbero:
- Gertrude di Sassonia (1115 - 1143) – sposa prima Enrico l'Orgoglioso, duca di Baviera, in seconde nozze Enrico II Jasomirgott, margravio d'Austria.